# Mačida (Tokio)
Mačida (japonsky 町田市 – Mačida-ši) je město v prefektuře Tokio v Japonsku. K roku 2009 v ní žilo zhruba 430 tisíc obyvatel.

## Poloha
Mačida leží přibližně padesát kilometrů jihozápadně od centra Tokia, hlavního města Japonska, a náleží do metropolitní oblasti zvané Velké Tokio. Z hlediska prefekturního členění je jižním výběžkem prefektury Tokio a je z východu, jihu i západu obklopena prefekturou Kanagawa. V rámci tokijské prefektury hraničí Mačida na severozápadě s městem Hačiódži a na severu s městem Tama.
Přes Mačidu protéká od západu na východ řeka Tama ústící do Tokijského zálivu.

## Rodáci
- Nami Otakeová (* 1974) – fotbalistka
- Šúko Aojamová (* 1987), tenistka
- Satoši Tadžiri (* 1965), japonský herní tvůrce, autor hry Pokémon